# Редькино (міський округ місто Бор)
Редькино (рос. Редькино) — село в Борському міському окрузі Нижньогородської області Російської Федерації.
Населення становить 1423 особи. Входить до складу муніципального утворення Міський округ місто Бор.

## Історія
Від 2010 року входить до складу муніципального утворення Міський округ місто Бор.

## Населення
| 2002 | 2010  |
| ---- | ----- |
| 1365 | ↗1423 |